# جامعة سيتي لندن
جامعة سيتي لندن (بالإنجليزية: City, University of London)‏، هي جامعة بريطانية تأسست سنة 1894 ويقع مقرها في العاصمة البريطانية لندن.

## أعلام
- آرثر إليسون، أستاذ ورئيس قسم الهندسة الكهربائية والإلكترونية من عام 1972 إلى حين تقاعده عام 1985م.

## وصلات خارجية
- موقع الجامعة الرسمي